# Едасфера

Едасфера рослини: 1 — філосфера; 2 — некроподіум; 3 — ризосфера

Едасфера (від грец. edaphos — основа, ґрунт і sphaira — сфера: Быков, 1970), фітосфера (Быков, 1957), фітогенне поле (Уранов, 1965) — навколишній простір окремого організма, на який він впливає в процесі своєї життєдіяльності, створюючи, зокрема, особливий клімат (екоклімат) і цілу низку фізичних та хімічних біогенних полів: радіаційних (електричне, термічне, флуоресцентне, радіоактивне та ін.), гравітаційне і алелопатичне. 
Едасфера вищих рослин розділяється на філосферу, некроподіум і ризосферу (див. мал.). У разі поселення і облаштування на дереві гнізда птахами або білками навколо цих поселенців (коменсалів) створюється мікроедасфера гнізда (часто з додатковим населенням з  консортів птахів або білок).